# Acutomunna minuta
Acutomunna minuta är en kräftdjursart som beskrevs av Michitaka Shimomura 2009. Acutomunna minuta ingår i släktet Acutomunna och familjen Paramunnidae.
Artens utbredningsområde är Filippinska sjön. Inga underarter finns listade i Catalogue of Life.